# Reinier Johan Hendrik Quirijn Röell
Jhr. Reinier Johan Hendrik Quirijn Röell (Utrecht, 31 maart 1902 – Amsterdam, 6 september 1963) was een Nederlands politicus.
Hij werd geboren als zoon van jhr. Johan Hendrik Röell (1866-1942) en Henriette Quirine Hoeufft (1869-1930). Zijn vader was beroepsofficier die het bracht tot de rang van luitenant-generaal tit. en hij is gouverneur geweest van de Koninklijke Militaire Academie in Breda. R.J.H.Q. Röell ging in Den Haag naar de hbs en werd in 1919 volontair bij de gemeente Etten-Leur. Later was hij daar werkzaam als ambtenaar. Röell werd in 1931 benoemd tot burgemeester van Haamstede. Midden 1942 werd hij als gijzelaar opgesloten in Kamp Haaren en na vrijlating een jaar later mocht hij niet meer naar Zeeland. Haamstede kreeg bovendien een NSB'er als burgemeester. Vanaf 1944 was Röell enige tijd waarnemend burgemeester van het intussen bevrijde Domburg en in 1945 werd hij weer burgemeester van Haamstede. Als zodanig kreeg hij te maken met de Watersnoodramp van 1953. Bij een gemeentelijke herindeling in 1961 ging Haamstede met vier andere gemeenten op in de fusiegemeente Westerschouwen waarvan hij de burgemeester werd. Tijdens zijn burgemeesterschap, op de terugweg na een vergadering, overleed hij in 1963 op 61-jarige leeftijd.